# Texas Instruments SN76489

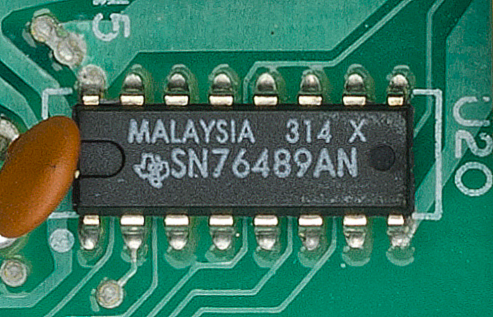

Piedinatura dell'SN76489 (formato DIP16), un generatore sonoro programmabile prodotto da Texas Instruments

L'SN76489 Digital Complex Sound Generator (DCSG) è un generatore sonoro programmabile compatibile TTL prodotto da Texas Instruments. Contiene 3 generatori di onde quadre e 1 generatore di rumore bianco, ognuno dei quali può produrre suoni a diverse frequenze e a 16 differenti livelli di volume. L'SN74869, come il suo diretto concorrente AY-3-8910 di General Instrument, è stato ampiamente utilizzato in molti giochi arcade (I'm Sorry, Congo Bongo, Bank Panic, Time Pilot '84, Lady Bug ed altri), home computer (BBC Master, IBM PCjr) e console (ColecoVision, SEGA Nomad, Sega SG-1000 e altre) degli anni ottanta per la riproduzione di musica ed effetti sonori.

## Caratteristiche e versioni
L'SN76489 fu progettato inizialmente per essere utilizzato nel computer TI-99/4, dove fu chiamato prima TMS9919 e successivamente SN94624: esso operava con una frequenza massima di clock di 500 kHz.
In seguito fu venduto anche singolarmente come SN76489: rispetto al TMS9919/SN94624 si differenziava per la presenza di un divisore per 8 sull'ingresso del clock: ciò permetteva di utilizzare frequenze fino a 4 MHz, permettendo così l'uso nei computer della serie TI di un unico oscillatore al quarzo condiviso fra l'SN76489 e il chip responsabile della generazione del segnale video.
Una versione senza il divisore per 8 fu venduta come SN76494: quest'ultima operava a 500 kHz (come l'SN94624) ma richiedeva solo 4 cicli di clock per caricare i dati in ingresso, rispetto alla versione da cui derivava che ne richiedeva 32.
La frequenza delle onde quadre prodotte da ogni canale dipendono da due fattori: la velocità del clock esterno e un valore fornito per quel canale in un registro di controllo chiamato "N". Ogni frequenza è ottenuta dividendo il clock per 32 e poi dividendo il risultato per "N".
L'SN76489 fu prodotto in due versioni: l'SN75489 (marchiato "SN76489N" sul chip) e l'SN76489A (marchiato "SN76489AN"). La prima fu prodotta tra il 1980 e il 1982 mentre la seconda a partire dal 1983. Esse differiscono per il tipo d'onda in uscita: l'SN76489 fornisce un'onda il cui segnale è invertito (vale a dire che le tensioni in uscita sono 2,5 volt per il livello minimo del volume e 0 volt per quello massimo) mentre l'SN76489A non lo inverte. La casualità del rumore bianco è generata in entrambi i chip effettuando operazioni di XOR sui bit di un registro a scorrimento.
SEGA utilizzò l'SN76489N nei suoi computer della serie serie SG e derivati dell'SN76489A nelle sue console Sega Master System, Sega Game Gear, Sega Mega Drive e Sega Genesis: questi chip sonori modificati lavoravano accoppiati al processore grafico. Nonostante le funzionalità base fossero per la maggior parte identiche, le versioni modificate dell'SN76489A presentavano alcune differenze, come ad esempio variava il modo in cui veniva generata la casualità per il rumore bianco. Alle volte le differenze erano più marcate: ad esempio il chip sonoro del Game Gear era capace di generare audio in modalità stereo, e tutti i chip presenti nei prodotti Sega avevano un rumore periodico più lungo di 16 stati, con il risultato che i suoni venivano riprodotti con intensità del 6,25% inferiore rispetto a quelli generati dai chip originali.
I computer Tandy 1000 usavano dei cloni dell'SN76489 denominati NCR 7496 o NCR 8496, identici al primo tranne che per piccole differenze nel rumore bianco generato.
Va detto che l'SN76489A è identico in tutto e per tutto all'SN76489N in termini di output prodotto, anche se quest'ultimo presenta un pin in ingresso per il missaggio audio (pin 9, "AUDIO IN").